# Frank Mintz
Frank Mintz (Montpellier, 1941) es un historiador y militante anarcosindicalista francés miembro de la Confédération Nationale des Travailleurs-Solidarité Ouvrière (CNT-SO). Utiliza de veces los pseudónimos Martin Zemliak o Israël Renov.

## Biografía
Frank Mintz nace en Montpellier de una madre de Auvernia y de un padre apátrida (exciudadano de la URSS de origen judeo-alemán y ruso).
Los escritos de Frank Mintz están relacionados con la historia del anarcosindicalismo durante la Revolución social española de 1936. Es también traductor (del italiano y del español hacia el francés) de obras sobre este tema. Ha escrito antologías sobre figuras importantes del anarquismo como Camillo Berneri o Errico Malatesta.
Hoy en día está jubilado después de 34 años ejerciendo como profesor de lengua española y aprovecha su tiempo libre para seguir y participar en los debates y corrientes del anarcosindicalismo tanto en Europa como en América Latina.
De un punto de vista político, Mintz está cercano a las orientaciones sindicalistas revolucionarias desarrolladas por la Sveriges Arbetares Centralorganisation (SAC) en Suecia y la Confederación General del Trabajo en España.

## Obras

### En español
- La autogestión en la España revolucionaria, La Piqueta, 1977.
- Reseñas críticas sobre el anarcosindicalismo, 1996.
- Los Amigos de Durruti, los trotsquistas y los sucesos de mayo, en colaboración con Miguel Peciña, 1978.

### En francés
- Histoire de la mouvance anarchiste, 1789-2012, Éditions Noir & Rouge, 2013.
- Autogestion et anarcho-syndicalisme (analyse et critiques sur l’Espagne 1931-1990), Paris, éd. CNT-RP, 1999
- Explosions de liberté, Espagne 36 - Hongrie 56, Mauléon, Acratie, 1986, ISBN 2-905691-05-0
- L'autogestion dans l'Espagne révolutionnaire, Paris, Bélibaste, 1970, Paris, Maspero, 1976

Antologías :
- Diego Abad de Santillán - Historia y vigencia de la construcción social de un proyecto libertario (textos y documentación), Barcelone, Anthropos, 1993 [en collaboration avec Antonia Fontanillas]
- Noam Chomsky, Écrits politiques 1977-1983, Acratie, 1984 [sous le pseudonyme de Martin Zemliak]
- Errico Malatesta, Articles politiques, Paris, 10/18, 1979 [pseudonyme d’Israël Renov]
- Pierre Kropotkine, Œuvres, Paris, Maspero, 1976 [sous le pseudonyme de Martin Zemliak]

Artículos :
- Trois jours qui ébranlèrent le monde (Martin ZEMLIAK), 8 mai 2005, IRL n°89, (p. 8-10)  Archivado el 4 de marzo de 2016 en Wayback Machine.
- Kropotkine, Pierre - Paroles d’un révolté : 1885, préface par Frank Mintz, 2002, Recueil d’articles parus dans Le Révolté (1880-1882), Bibliogr. Impr. Firmin-Didot (Mesnil-sur-l’Estrée), ISBN 2-912339-17-0
- De l'Histoire du mouvement ouvrier révolutionnaire : actes du colloque international « Pour un autre futur », CNT-RP : Nautilus, 2001 – 302 p., ISBN 2-84603-011-1
- Quand l'Espagne révolutionnaire vivait en anarchie par Frédéric Goldbronn et Frank Mintz, Le Monde diplomatique, décembre 2000 (p.26-27)
- À propos de deux camarades, Janvier 2000, dans Increvables anarchistes, 7 : histoire(s) de l’anarchisme, des anarchistes, et de leur foutues idées au fil de 150 ans du Libertaire et du Monde libertaire : volume sept, 1939-1945, de la résistance anti-fasciste aux luttes anti-coloniales, ISBN 2-903013-66-7
- Dictature jacobine et dictature révolutionnaire : le cas Lénine, dans Les Anarchistes et la Révolution française, Paris : Monde libertaire, 1990, 314 p, ISBN 2-903013-16-0
- Note sur les volontaires étrangers pendant la guerre d’Espagne (Martin ZEMLIAK), La Rue, n°37, 2ème trimestre 1986 (p. 33-40)
- À propos de démocratie (Martin ZEMLIAK), Iztok n°6, mars 1983  Archivado el 3 de marzo de 2016 en Wayback Machine.
- Les langues et la communication (sous le pseud. de Martin Zemliak, La Lanterne noire, N°11, juillet 1978)  Archivado el 3 de marzo de 2016 en Wayback Machine.

Traducciones :
- Argentine, généalogie de la révolte : la société en mouvement (Genealogía de la revuelta : Argentina, la sociedad en movimiento), La Plata 2003, Letra libre, par Zibechi Raúl, traduit par Maria-Esther Tello et Frank Mintz, Paris : CNT-RP, 2004 [oct.] - 379 p., ISBN 2-915731-02-0
- Enseignement de la Révolution espagnole (Lessons of the Spanish revolution (1953)), La Bussière : Acratie, 1997 - 221 p., ISBN 2-909899-09-8